# Psiloderces nasicornis
Espèce
Psiloderces nasicornis est une espèce d'araignées aranéomorphes de la famille des Psilodercidae.

## Distribution
Cette espèce est endémique de Sulawesi en Indonésie,. Elle se rencontre dans le parc national Bogani Nani Wartabone.

## Description
Le mâle holotype mesure 1,96 mm.

## Publication originale
- Baert, 1988 : The Ochyroceratidae and Mysmenidae from Sulawesi (Araneae). Indo-Malayan Zoology, vol. 5, p. 9-22.